# Passiflora cissampeloides
Passiflora cissampeloides är en passionsblomsväxtart som beskrevs av J.M.Macdougal. Passiflora cissampeloides ingår i släktet passionsblommor, och familjen passionsblomsväxter. Inga underarter finns listade i Catalogue of Life.